# Wiebke Eden

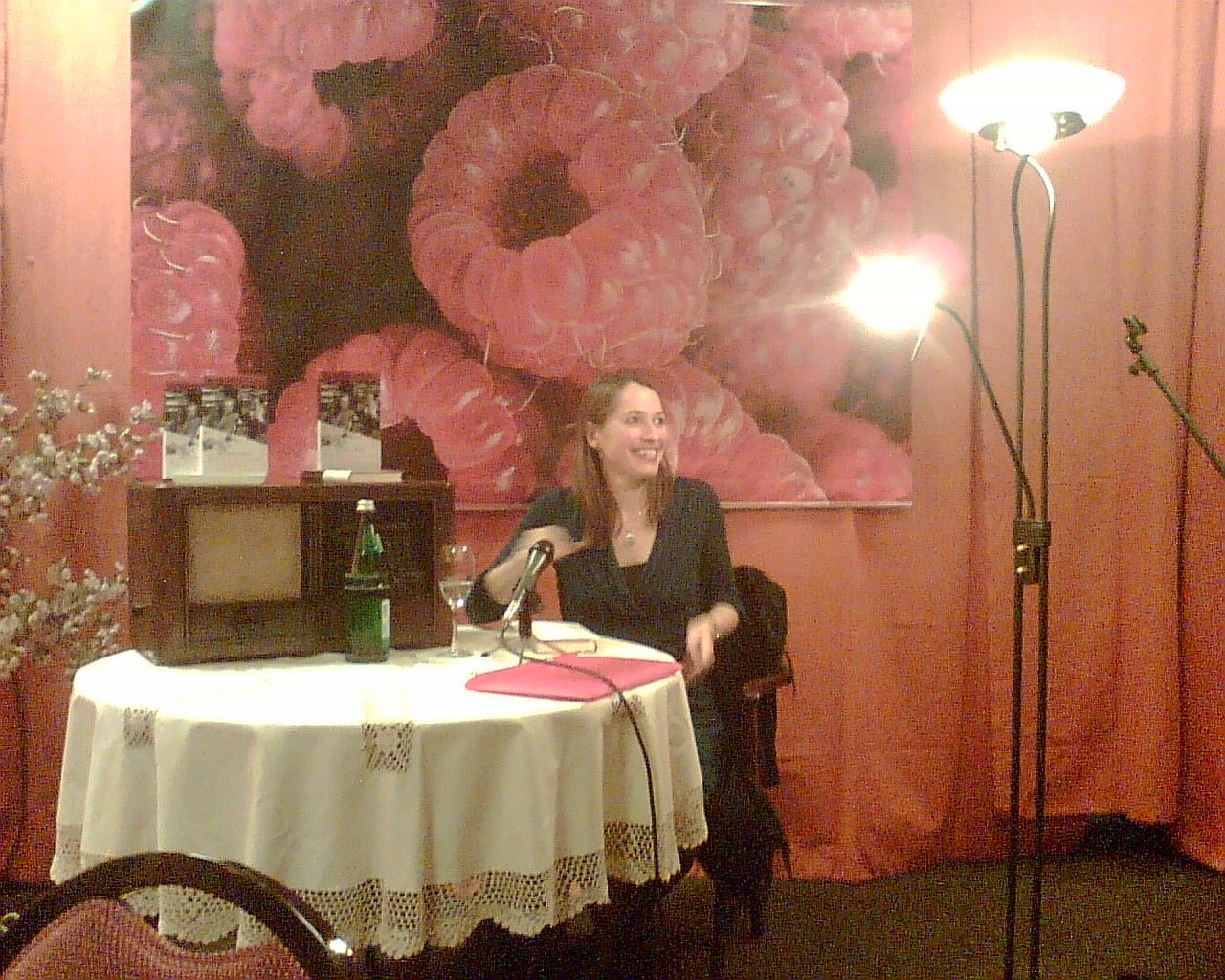
Wiebke Eden bei einer Lesung in Nordhorn am 9. Oktober 2008

Wiebke Eden (* 19. Januar 1968 in Jever) ist eine deutsche Schriftstellerin.

## Biographie
Ab 1988 arbeitete Wiebke Eden als Volontärin bei der Zeitung Jeversches Wochenblatt. Daran schloss sich eine anderthalbjährige Tätigkeit als Redakteurin an.
Sie studierte 1991 bis 1996 Germanistik und Pädagogik an der Carl von Ossietzky Universität in Oldenburg und schloss mit der Magisterprüfung ab. Nebenher arbeitete sie als freie Journalistin und hielt Vorträge und Seminare in der Erwachsenenbildung.
Wiebke Eden lebt in Berlin.

## Auszeichnungen
- 1990: Nachwuchspreis der Landwirtschaftskammer Weser-Ems
- 1995: Mainzer Auslese und Journalistenpreis des Presseclubs Bremerhaven.

## Werke
- Im Gespräch – Journalistinnen. Verlag Edition Ebersbach, Dortmund 2000, ISBN 978-3-934703-08-7.
- Keine Angst vor großen Gefühlen – Elf Porträts deutscher Schriftstellerinnen. Verlag Edition Ebersbach, Berlin 2001, ISBN 978-3-934703-26-1.
- Die Zeit der roten Früchte, Roman. Arche Literatur Verlag, Zürich-Hamburg 2008, ISBN 978-3-7160-2375-4.
- Das Liebespaar – Beobachtungen im Romanischen Café. 2. Auflage. Bübül Verlag, Berlin 2016, ISBN 978-3-946807-02-5.
- Udo. Bübül Verlag, Berlin 2017, ISBN 978-3-946807-07-0.
- Die Schatten eines Jahres, Roman. Bübül Verlag, Berlin 2018, ISBN 978-3-946807-26-1.

## Die Zeit der roten Früchte
Der Roman begleitet die Protagonistin Greta durch die Zeit des Zweiten Weltkriegs in Stettin. Greta ist zu Anfang des Romans zwanzig Jahre alt. Ihre Geschichte ist angelehnt an die Lebensgeschichte einer angeheirateten Großtante der Autorin. Greta arbeitet als Küchenhilfe in einem Ausflugslokal und lernt dort ihre erste Liebe kennen. Greta wird schwanger, will aber den Vater des Kindes nicht heiraten. Dieser wird zum Wehrdienst eingezogen und fällt später an der Front. Greta lernt später in einer Hafenkneipe einen Mann kennen, den sie am Ende des Romans heiratet. Ähnlich wie die Helene in Julia Francks Roman „Die Mittagsfrau“ hat Greta ein distanziertes Verhältnis zu ihrem Kind.